# Oddone Bongiovanni
Oddone Bongiovanni (Castelmassa, 1927 – Aosta, 8 ottobre 2004) è stato un politico italiano.

## Biografia
Nato a Castelmassa, nella provincia di Rovigo, si trasferì ad Aosta nel 1941 seguendo il padre antifascista, che aveva lasciato il Veneto a causa delle persecuzioni fasciste ed era stato assunto alla Cogne. Terminati gli studi superiori, si laureò in ingegneria mineraria a Bologna, dove ebbe inizio la sua formazione politica nel movimento studentesco del Partito Comunista Italiano. Ritornato stabilmente ad Aosta, esercitò la professione di insegnante di materie scientifiche e fu anche preside del locale Istituto tecnico per geometri.
Fu consigliere comunale nel capoluogo per ventiquattro anni, ricoprendo più volte la carica di assessore. Dal 1975 al 1978 fu sindaco di Aosta. Al momento della dissoluzione del PCI passò al Partito Democratico della Sinistra e poi ai Democratici di Sinistra, e fu una delle principali figure di riferimento della "Gauche Valdôtaine".